# Progressz M–27M
A Progressz M–27M (oroszul: Прогресс М–27М) a Nemzetközi Űrállomás (ISS) ellátására indított orosz Progressz M típusú teherűrhajó. 2015. április 28-án indították a Bajkonuri űrrepülőtérről egy Szojuz–2.1a típusú hordozórakétával.
Az űrhajónak rövid dokkolási profillal, az indítást követően 6 óra múlva kellett volna csatlakoznia az ISS-hez, de ezt műszaki hiba miatt nem tudták végrehajtani.
A Repülésirányító Központ április 29-én úgy döntött, hogy nem kísérelik meg a dokkolást és az űrhajót eltávolítja a Föld körüli pályáról.